# بخش هوفوش
بخش هوفوش (به سوئدی: Hofors kommun) یک ناحیه شهری در سوئد است که در شهرستان یولبوری واقع شده‌است.

## خواهرخوانده
شهرهای Fladså، Kontiolahti و Tokke خواهرخوانده‌های بخش هوفوش هستند.